# 艾蘭·川默
艾蘭·斯圖亞特·川默（英語：Alan Stuart Trammell，1958年2月21日—），為美國職棒大聯盟的游擊手與教練。他20年的職棒生涯都奉獻給了老虎隊，目前他也在老虎隊擔任總教練的特別助理。
川默曾帶領球隊在1984年和1987年拿下美聯冠軍，其中1984年更是在世界大賽取得最終勝利。而川默雖然不是一個臂力很強的球員，但他曾靠著他精準的傳球與敏銳的判斷力拿下四座金手套獎。而他與同樣效力老虎隊長達19年的二壘手盧·懷泰克更是大聯盟史上製造最多雙殺出局的二游搭檔。
2003年至2005年，川默曾於老虎隊擔任總教練。2014年，他也曾短暫到響尾蛇隊執教球季最後3場比賽。最後他於2018年入選名人堂。

## 職業生涯

### 生涯早期
1976年大聯盟選秀，老虎隊在第2輪選進川默。1977年9月9日，川默於雙重賽的第二場比賽完成大聯盟初登板。
1980年，川默以3成打擊率入選首次明星賽。1981年和1982年，他的打擊率都不到2成60。不過他在1983年繳出3成19的打擊率，並敲出14轟、66分打點與30次盜壘成功的成績。最後他順利拿下美聯的東山再起獎。
而川默和隊友Whitaker曾在1983年球季間參與演出由湯姆·謝立克主演的電視劇《夏威夷之虎》，而謝立克在劇中飾演一位老虎球迷(而現實他本人也是老虎隊的球迷)。

### 1984年
這年老虎隊在開季打出35勝5敗的戰績。儘管他因為肌腱炎而缺席23場比賽，不過他的打擊率還是有美聯第5高的3成14。在美聯冠軍賽上，川默的打擊率高達3成64，並敲出一支全壘打和3分打點。而他在世界大賽的打擊率更是高達4成50，最後老虎隊以4勝1敗拿下世界大賽冠軍，而川默也拿下世界大賽MVP。

### 1985年–1988年
1985年，川默因為傷勢因素造成他的打擊率下滑至2成58。他也在這年的季後賽期間動了左膝和右肩的手術。隔年，健康回歸的川默也繳出了21轟與25盜的成績。他也成為隊史繼Kirk Gibson後，又一位達成至少單季20轟與20盜的球員。而這年川默的打點也來到生涯新高的75分。
1987年，陣中強打者蘭斯·帕里許離隊，而川默也成為了球隊的第四棒打者。這年他繳出生涯新高的3成43打擊率與28支全壘打。這年9月，川默的打擊率更是高達4成16，期間他還達成連續18場比賽擊出安打的紀錄。他也以205支安打與105分打點成為球隊第二位單季達成至少200安與百分打點的球員。不過最後川默在MVP票選上只拿下第二名，僅次於藍鳥隊的George Bell。
1988年，川默因為受傷僅出賽128場比賽，不過他的打擊率高達3成11。

### 生涯晚期，受傷與退休
1990年球季，他的打擊率為3成04，並有89分打點。1991年，川默因為膝蓋和腳踝受傷而僅出賽101場比賽。隔年他更是只出賽29場比賽而已。1993年，川默的打擊率高達3成29，不過因為他整年只有447個打席，因此無法角逐打擊王。川默在生涯前13個球季平均每年能出賽140場比賽，不過在他生涯的最後5年，他卯年只能出賽76場比賽。而老虎隊也在1993年至1996年間讓新人Travis Fryman、Chris Gomez與Andújar Cedeño擔任球隊內野手，最後川默也於1996年球季後宣布退休。
退休後，川默開始在其他大聯盟球隊擔任教練。而他也於2003年至2005年於老虎隊擔任總教練，後來他在響尾蛇隊擔任板凳教練。2014年底，他擔任老虎隊老闆的特別助理。

### 名人堂票選
2001年，棒球數據專家Bill James將川默評為大聯盟史上最佳游擊手的第9名。而川默也在2002年獲得名人堂票選資格，不過他在前12次票選都未能入選。
2016年，川默在他的第15次票選依舊未能入選，這也代表他無法再進行名人堂票選。不過名人堂資深委員會在2017年進行擴編，組成了摩登世代委員會。最後他們進行了名人堂票選，而川默也和前隊友傑克·莫里斯成功入選名人堂。
1998年，川默入選波蘭裔美籍運動員名人堂。

### 球衣退休
2018年8月26日，老虎隊將川默的3號球衣永久退休。而川默於1996年退休後，蓋瑞·雪菲爾和伊恩·金斯勒兩位選手曾經在老虎隊穿過3號球衣。

### 生涯打擊數據
| 出賽次數 | 打席 | 打數 | 得分 | 安打 | 二安 | 三安 | 全壘打 | 打點 | 盜壘 | 保送 | 三振 | 打擊率 | 上壘率 | 長打率 | 守備率 |
| -------- | ---- | ---- | ---- | ---- | ---- | ---- | ------ | ---- | ---- | ---- | ---- | ------ | ------ | ------ | ------ |
| 1311     | 5705 | 5041 | 701  | 1414 | 232  | 20   | 35     | 392  | 123  | 376  | 418  | .280   | .345   | .355   | .978   |

## 執教成績
| 球隊           | 開始年 | 結束年 | 例行賽戰績 | 例行賽戰績 | 例行賽戰績 | 季後賽戰績 | 季後賽戰績 | 季後賽戰績 | 備註   |
| 球隊           | 開始年 | 結束年 | W          | L          | Win %      | W          | L          | Win %      | 備註   |
| -------------- | ------ | ------ | ---------- | ---------- | ---------- | ---------- | ---------- | ---------- | ------ |
| 底特律老虎     | 2003   | 2005   | 186        | 300        | .383       | 0          | 0          | -          | [ 16 ] |
| 亞利桑那響尾蛇 | 2014   | 2014   | 1          | 2          | .333       | 0          | 0          | -          | [ 16 ] |
| Total          | Total  | Total  | 187        | 302        | .382       | 0          | 0          | -          | -      |

## 外部連結
- 球員資訊和成績在MLB，ESPN，Baseball-Reference，Fangraphs（英文）
- 艾蘭·川默在台灣棒球維基館上的頁面（繁體中文）